# 마이랴오향

마이랴오 향의 위치

마이랴오향(한국어: 맥료향, 중국어: 麥寮鄉, 병음: Màiliáo Xiāng)은 중화민국 윈린 현의 향이다. 넓이는 80.1668km2이고, 인구는 2015년 8월 기준으로 44,136명이다.

## 지리
마이랴오 향은 윈린 현의 북서부에 위치하고 북쪽은 줘수이시(濁水渓)를 사이에 두고 장화 현 다청 향과 남쪽은 신후웨이시(新虎尾溪)를 사이에 두고 타이시 향, 둥스 향 및 바오중 향과 동쪽은 룬베이 향과 접하고 서쪽은 타이완 해협에 접하고 있다. 연안부는 대륙붕이 펼쳐져 해양 자원이 풍부하고 어업 발전에 유리한 환경이다.

## 역사
1920년에 룬베이 장이 설치되었고 다이난 주 고비 군에 속했다. 전후에 마이랴오 향과 룬베이 향이 분할되었다.